# 諸鞍男
諸 鞍男（もろ の くらお）は、奈良時代（8世紀）の豪族。姓は君。位階は従七位上。

## 出自
諸氏（諸君）は陸奥国津軽郡の豪族で、恐らくは大和政権に臣従した蝦夷の族長（俘囚）であったと見られる。

## 経歴
養老4年（720年）従七位上の位階にあり渡島津軽津司を務めていたが、靺鞨国（粛慎）に派遣され、その風俗を視察した。
この「渡島津軽津司」について、以下の解釈がある。
- 「渡島」（わたりのしま）とは『日本書紀』[3]には「越の渡島」として現れる語で、朝廷の領土の北辺を指す言葉で開拓が進むにつれて地域が北へ移動していったとする説、あるいは北海道南部の渡島半島周辺を指すとする説とがある。

- 「津軽」は津刈とも記され[4]、斉明天皇4年（658年）渟代・津軽の2郡の郡領を定めたともある[5]。奥羽地方の日本海側を指す広域地名であったとも言われている。

- 「津司」は津（港）を管理する役所であり、『日本書紀』に記載される「有間浜」として[5]、現在の青森県鯵ヶ沢町・十三湊などに比定する説、あるいは雄物川河口付近とする説がある。

総合すると、「渡嶋の津軽の津の役所」・「渡嶋と津軽の津の役所」・「渡嶋と津軽津の役所」の3通りの解釈が可能である。
出羽国は日本海を中継して対岸の沿海州との交流があったものと見られ、698年（武周聖暦元年）に同地域で靺鞨族と高句麗遺民を率いた大祚栄により震国（渤海国）が建国された状況が日本にも伝わっていたと考えられる。さらに、渤海は新羅・唐と対立していたことから、白村江の戦いで両国に敗北した日本側から提携の道が模索され、靺鞨の視察に繋がったものと想定される。
なお、鞍男らによる視察から7年後の神亀4年（727年）に最初の渤海使が出羽国に到来している。